# ميناجيما (موتوبو، أوكيناوا)
ميناجيما أو ميناشيما (باليابانية: 水納島) هي إحدى جزر أوكيناوا، التي تديرها بلدة موتوبو، مقاطعة كونيغامي، محافظة أوكيناوا، اليابان.
تقع الجزيرة التي تبلغ مساحتها 0.47 كيلومتر مربع على بعد 3.3 كم غرب جزيرة سيسوكوجيما و 5.7 كم غرب شبه جزيرة موتوبو بجزيرة أوكيناوا. ويبلغ ارتفاع أعلى نقطة بها 26.9 م. والجزيرة محاطة بشعب حلقي. كما أنها تسمى جزيرة كرواسون لشكلها الهلالي.
يبلغ عدد سكان الجزيرة 39 نسمة في 25 أسرة، على الرغم من قلة عدد السكان، تحوي مدرسة إبتدائية وأخرى إعدادية بها طالب واحد وثمانية مدرسين (اعتباراً من 2018). المنتجات الرئيسية للبلدة هي الفجل الأبيض والجزر. بالإضافة إلى ذلك، تعتمد الجزيرة على السياحة وقد زارها أكثر من 60,000 شخص في 2006.